# Кремлёвские курсанты (телесериал)
«Кремлёвские курса́нты» — российский телесериал компании «КостаФильм», описывающий вымышленную историю жизни курсантов Московского высшего военного командного училища. Является продолжением телесериала «Кадетство», развивающим сюжетные линии некоторых главных героев, а также ряда второстепенных персонажей.
Съёмки телесериала начались в июне 2008 года. Первоначально сериал планировалось снимать на территории Пензенского артиллерийского инженерного института, который некогда заканчивал продюсер Вячеслав Муругов. Однако в итоге было выбрано более удобное место — Московское высшее военно-командное училище имени Верховного совета, учащиеся и выпускники которого носят звание «Кремлёвские курсанты» с 1919 года и по сей день.
Сериал планировалось выпустить в эфир осенью 2008 года, но из-за экономического кризиса руководство телеканала СТС перенесло премьеру на начало 2009 года. Премьера первого сезона состоялась на СТС 16 февраля 2009 года в 21:00. Второй сезон вышел 10 августа 2009 года в 20:00. Заключительная серия была показана 13 августа 2010 года.

## Сюжет
История сериала развивается вокруг трёх выпускников-суворовцев — Ильи Сухомлина (Аристарх Венес), Степана Перепечко (Павел Бессонов) и Алексея Сырникова (Кирилл Емельянов), поступивших по окончании лета в Московское высшее военное командное училище, где каждому из них присваивают звание младшего сержанта. Наравне с суворовцами в училище поступают выпускники обычных школ, без военного образования, именуемые «школьниками» — Дмитрий Красильников (Денис Береснев), Геннадий Варнава (Сергей Друзьяк) и Николай Ковнадский (Никита Тезин). Третью сторону составляют так называемые «армейцы» — Евгений Брагин (Илья Ригин), Сергей Гончар (Ренат Кадыров) и Степан Прохоров (Сергей Дьячковский) — что уже отслужили призывниками в армии и владеют практикой больше, чем теорией. Позже к главным героям присоединяется Максим Макаров (Александр Головин), переведённый из Петербурга за драку с сослуживцем. Алексей Сырников тем временем переводится в Рязанское воздушно-десантное училище, о котором мечтал ещё будучи суворовцем.

### Первый курс
Вскоре после общего знакомства на КМБ среди молодых курсантов возникают трения по поводу их биографий, вплоть до разделения каждой из сторон на кланы, в которых лишь Прохоров и Ковнадский держат нейтралитет. Влияние командира роты майора Губского (Николай Токарев), а также личные методы дисциплины командира взвода капитана Давыдова (Алексей Аптовцев) вскоре помогают героям перешагнуть через своё прошлое и уделить больше внимания проблемам настоящего, то бишь их курсантской жизни.
И неважно, будь то всего лишь двойка по математике, неслабый денежный долг, или даже внезапное появление «стукача» в роте — будущим офицерам предстоит пройти через многое, чтобы понять все строгости военного дела, присягу которому дали они на плацу в самый первый день своей службы.

### Второй курс
Ребята переходят на второй курс. В училище появляется новый преподаватель — майор Дорохин, который влюбляется в капитана Суханову. Но Суханова впоследствии выходит замуж за Губского. Появляется бывший парень Ани, отношения в семье Прохорова разлаживаются, но позже налаживаются вновь. У Полины очередные проблемы с её бывшим мужем Глебом. Позже в училище появляется ещё один новый преподаватель — подполковник Василюк.
Ближе к зиме генерал-лейтенанта Романенко переводят на Кавказ, командовать военным округом. Он предлагает Маминой и Коптелю поехать с ним. Новым начальником училища назначают генерал-лейтенанта Серёгина, а подполковник Боткин занимает место его заместителя. Губского и Давыдова тоже повышают в должности, а Давыдов к тому же получает звание майора, а на его место приходит молодой карьерист — старший лейтенант Постников, сразу диктуя свои условия взводу. Сезон увенчается победами на любовном фронте Варнавы, Гончара, Ковнадского и даже Дорохина, а Макаров тем временем приближается на одну ступень к Прохорову в семейном положении, и наконец женится на Полине. И на этом сериал "Кремлёвские курсанты" заканчивается.

## Актёры и персонажи
Главных персонажей можно разделить на три группы: школьников, армейцев и, соответственно, суворовцев. Если с последними всё понятно, то первые представляют собой выпускников обычных школ, не имеющих особого военного образования, в то время как вторые уже отслужили призывниками в армии, и получили общее представление об использовании оружия и некоторой тактике. В свою очередь, выпускники СВУ знают много, но мало чего ещё испытали в боевых учениях. Бывшие кадеты при поступлении в МВВКУ после принятия военной присяги получают звание младшего сержанта (армейцы проходят учёбу в присвоенном ранее звании).
По развитии сюжетной линии суворовцы больше примыкают к выпускникам школ, чем к армейцам, скорее всего из-за совместных школьных привязанностей.

### Суворовцы
- Илья Станиславович Сухомлин (Аристарх Венес) — Илья приезжает в Москву после того, как у него вместе с Ольгой не получается устроиться в Питере, и на вступительных экзаменах в МВВКУ снова встречается с Перепечко и Сырниковым. Дальше их жизнь следует совместно и дружба крепнет с появлением более серьёзных трудностей.
- Степан Николаевич Перепечко (Павел Бессонов) — Стёпа решает податься в командное после отказа из морского училища, куда он не был принят из-за проблем с дыханием. Помимо того, у Стёпы есть несколько новостей для своих друзей, в том числе и встреча с новой девушкой и выяснение отношений с внезапно объявившейся Анжелой.
- Алексей Вадимович Сырников (Кирилл Емельянов) — по всё-таки сбывшейся воле Ротмистрова, Алексею отказывают в десантном, и он обязуется поступить в «командное». Чуть позже Алексей понимает, что сделал правильный выбор, и остаётся благодарным своему отцу. В МВВКУ Алексей окончательно мирится с остальными суворовцами и даже даёт себе клятву тоже стать офицером, правда уже не на крови. Однако ближе к концу первого сезона Алексей всё же переводится в Рязанское училище ВДВ.
- Максим Петрович Макаров (Александр Головин) — несмотря на то, что Максим появляется лишь в середине первого сезона, ему тоже отведена отдельная история в сюжете среди своих сверстников. Многие факты о происшедшем за последние полгода он решает скрыть даже от своих лучших друзей.

### Школьники
- Дмитрий Красильников (Денис Береснев) — «Крас», как его называют остальные, это не просто хороший и добрый друг. Это ещё и ходячая энциклопедия, будущий зять медработника, а главное — на все сто уверенный в себе и целеустремлённый парень. И хотя в школе он был круглым отличником, а значит, что Диме были открыты все дороги, своей дальнейшей карьерой он выбрал именно военное училище. На занятиях Красильников демонстрирует великолепные знания о военной истории, технике, тактике и прочее, из-за чего ему завидовали армейцы. Поначалу прижиться в училище было трудно, но потом, как и все, Красильников привык. Будучи интеллектуальным лидером в коллективе, он поначалу довольно ревностно относится к появлению Макарова. Хотя потом они налаживают дружеские отношения.
- Геннадий Варнава (Сергей Друзьяк) — чистой души простецкий сельчанин, приехавший в Москву из деревни Ямкино. На жизнь Варнава смотрит везде положительно, из-за чего во многих ситуациях наивности — хоть отбавляй. И хотя жизнь в училище сильно меняет его, не во всех случаях это изменение происходит в худшую сторону, хотя встречаются и такие моменты. Больше всех с Геннадием находит общий язык Перепечко, который тоже родом из деревни. У Гены два любовных фронта: Ника и Зоя, но в скором времени ему удаётся сделать правильный выбор. Среди курсантов известен как «Варген» — по первым слогам фамилии и имени (Варнава Геннадий).
- Николай Ковнадский (Никита Тезин) — в отличие от остальных курсантов, настоящий характер «Логопеда» (как он был прозван за сложную фамилию) узнаётся героям не сразу, хотя бы по причине его замкнутости и тихости. Ковнадский краток в словах, но не в мыслях, а потому его желание податься в МВВКУ только для того, чтобы «откосить» от службы в армии, очень скоро становится явным. Непосредственно вслед за этим в роте необъяснимо появляется доносчик. Но уже после того, как курсант сломал ногу и вернулся в училище, ребята заметили в нём настоящего человека.

### Армейцы
- Сергей Гончар (Ренат Кадыров) — неоспоримый лидер всего отделения, хоть и не самый старший среди своих в группе. Гончар — типичный «дембель», сменивший погоны, но сохранивший авторитет перед подчинёнными «духами». Тем не менее, в пределах училища, все его попытки подчинения школьников и суворовцев встречают сопротивление. А за годами его службы между тем скрывается всё же добрая, но сильно избалованная сущность. Влюблён в капитана Суханову. Эта любовь часто преподносит ему не очень приятные вещи. Срочную службу проходил в войсках связи.
- Евгений Брагин (Илья Ригин) — в отличие от Гончара, Брагин, фактически сбежав из части для поступления в МВВКУ якобы чтобы «в теплой аудитории пересидеть» оставшийся год до дембеля, ласков лишь на поверхности. Внутри же он сильно переменчив, скользок и постоянно наводит на себя ненужное внимание. Крыса и стукач (за что однажды, по его воспоминаниям в одной из серий, был избит тремя сослуживцами в умывальнике). Нуждается в покровителе, поскольку слаб. Если Гончар являлся инициатором всех трений между армейцами и выпускниками, то Брагин доводил их до враждебности. Когда же в роте появился «стукач», то в том, что это мог быть именно Брагин, ни у кого не возникло никакого сомнения. Может спокойно подставить человека. Срочную службу проходил в мотострелковых войсках.
- Степан Прохоров (Сергей Дьячковский) — самый старший из всех служивых и заместитель командира взвода. Дослужившийся до сержанта, Степан уже нередко попадал в армейские передряги и, следовательно, предпочитает держать нейтралитет во всех конфликтах, не мешая учиться новичкам, но и не трогая своих сослуживцев. На личном фронте у Прохорова всё более чем чудесно: он уже женат и стал отцом. Срочную службу проходил в танковых войсках.

### Другие курсанты
- Дмитрий Добров — младший сержант Анатолий Шулик (Шулик) (заместитель командира 2-го взвода 2-й роты 2-го / 3-го батальона)
- Алексей Боченин — младший сержант Александр Царёв (Царь) (бывший суворовец)
- Дмитрий Панфилов — младший сержант Панов (бывший суворовец)
- Арсений Путилин — младший сержант Кондрашов (бывший суворовец)

### Работники училища
- Юрий Беляев — генерал-лейтенант Василий Макарович Романенко (начальник училища)
- Олег Тополянский — полковник Александр Николаевич Коптель (Коптяра) (заместитель начальника училища и преподаватель по огневой подготовке в 1-м сезоне)
- Иван Рыжиков — майор / подполковник Алексей Валерьевич Боткин (командир 1-го батальона / командир 3-го батальона / заместитель начальника училища)
- Николай Токарев — майор Артур Вениаминович Губский (Война) (командир 1-й роты 1-го батальона / командир 1-го батальона)
- Алексей Аптовцев — капитан / майор Василий Кириллович Давыдов (Полярник) (командир взвода / командир 1-й роты 1-го батальона)
- Наталья Вдовина — майор медицинской службы Светлана Кирилловна Мамина (врач училища)
- Сергей Шипилов — майор Игорь Дмитриевич Коновалов (Бронетанковый Коновал) (преподаватель по конструкции бронетехники)
- Валерий Лыков — майор Валерий Викторович Блинов (преподаватель по тактике и стратегии)
- Александр Васютинский — майор / подполковник Станислав Петрович Тополь (Тополь-М, Чудило) (преподаватель уставов / офицер управления Минобороны)
- Николай Хмелев — капитан Андрей Александрович Козин (начальник клуба)
- Ирина Лосева — капитан Наталья Александровна Суханова (преподаватель информатики)
- Борис Эстрин — Георгий Юрьевич Волынский (Волына) (преподаватель математики)
- Людмила Дмитриева — Алла Евгеньевна Прилуцкая (преподаватель культурологии)
- Алексей Розин — майор Владимир Станиславович Кольцов (тренер по рукопашному бою)
- Лариса Шатило — Маргарита Сергеевна Коптель (Маргоха) (психолог)
- Елена Никишина — Леночка (медсестра)
- Юрий Павлов — прапорщик Корнеев (из автопарка)
- Вадим Андреев — подполковник Павел Павлович Василюк (преподаватель по огневой подготовке во 2-м сезоне, бывший офицер-воспитатель в суворовском училище)
- Петар Зекавица — майор Валентин Васильевич Дорохин (новый преподаватель уставов)
- Илья Оболонков — старший лейтенант Игорь Владимирович Постников (новый командир взвода)
- Степан Старчиков — генерал-лейтенант Виктор Андреевич Серёгин (бывший начальник отдела контрразведки ГРУ, начальник училища, прибывший вместо Генерала Романенко)
- Владимир Устюгов — майор медицинской службы Андрей Борисович Алтухов (новый врач училища)

### Родители
- Сергей Жолобов — подполковник Вадим Юрьевич Ротмистров (отец Алексея Сырникова, офицер-воспитатель в суворовском училище, с переводом Василюка в кремлёвское училище возможно вновь возглавил роту)
- Фёдор Добронравов — Николай Степанович Перепечко (в сериале «Кадетство» — Николай Егорович) (отец Степана Перепечко)
- Татьяна Пискарева — Валентина Антоновна Перепечко (мать Степана Перепечко)
- Александр Синевич — Андрей Ковнадский (отец Николая Ковнадского)
- Эвелина Сакуро — Эльвира Олеговна Ковнадская (мать Николая Ковнадского)
- Георгий Мартиросян — Пётр Иванович Макаров (отец Максима Макарова)
- Ирина Цывина — Лариса Сергеевна Макарова (мать Максима Макарова)
- Андрей Межулис —  Фёдор Николаевич Красильников (отец Дмитрия Красильникова)
- Софья Горшкова — Лидия Павловна Красильникова (мать Дмитрия Красильникова)

### Девушки / жёны
- Александра Живова — Марина Мамина (девушка Дмитрия Красильникова, дочь Светланы Кирилловны)
- Елена Захарова — Полина Сергеевна Макарова (жена Максима Макарова)
- Мария Кожевникова — Анна Прохорова (жена Степана Прохорова)
- Юлия Учиткина — Ольга Куршакова (девушка Ильи Сухомлина)
- Дарья Соболева — Анжела Митрофанова (девушка Степана Перепечко)
- Екатерина Чебышева — Анжела (бывшая девушка Степана Перепечко)
- Татьяна Волкова — Настя (девушка Алексея Сырникова)
- Марина Орлова — Вероника (Ника) Вячеславовна Самохина (девушка Геннадия Варнавы)
- Глория Августинович — Лилия Александровна Суханова (бывшая девушка Сергея Гончара, сестра Натальи Сухановой)
- Анна Халилулина — Саша Скребцова (девушка Николая Ковнадского)

### Прочие персонажи
- Валерий Афанасьев — генерал-лейтенант Владимир Петрович Прокофьев (друг и боевой товарищ Василия Макаровича Романенко; начальник отдела инспекции кадров Министерства Обороны)
- Александр Дривень — Костя Дривень (друг и одноклассник Дмитрия Красильникова)
- Наталья Палагушкина — Света Быжакова (одноклассница и бывшая девушка Дмитрия Красильникова)
- Андрей Лебедев — Вадим Петрович Сырников (нефтяной миллионер)
- Роман Стабуров — Николай Владимирович Строганов (букмекер, представлялся Вдовиным Валентином Петровичем)
- Алёна Кирасирова — Ксения (подруга Полины)
- Андрей Бипланов — Константин Иванович (бизнес-партнёр Полины)
- Мария Бердинских — Зоя (доярка из деревни, знакомая Геннадия Варнавы)
- Мария Риваль — Наташа (медсестра-практикантка в военном госпитале, влюблённая в Сухомлина)
- Пётр Белышков — Николай Николаевич (главврач в военном госпитале)
- Александр Гагаринов — Швец (сосед по палате Сухомлина в военном госпитале)
- Валерий Поляков — дядя Георгий (продавец шаурмы)
- Людмила Шергина — Нина Павловна (классный руководитель Красильникова)
- Наталья Кулинкина — Лариса Алексеевна (мать Анны Прохоровой)
- Евгений Пронин — Игорь Фирсов (бывший парень Анны Прохоровой)
- Виктория Рунцова — Светлана (жена Игоря)
- Ростислав Королькевич — Глеб (бывший муж Полины Сергеевны)
- Татьяна Ширяйкина — тётя Люба (сдаёт комнату в деревне)
- Юрий Чернов — Колька «Два ведра» (житель деревни)
- Максим Лебедев — Стас (одноклассник Дмитрия Красильникова)
- Екатерина Сычёва — Наталья Васильевна Романенко (дочь Василия Макаровича)
- Сергей Ярмолюк — Кравец (частный детектив)
- Оксана Дорохина — Алина Смирнова (работник ЗАГСа, возлюбленная майора Дорохина)
- Анастасия Мишина — Элка (подруга Ники)
- Карина Мындровская — Лёля (подруга Ники)
- Артур Сопельник ― Александр Михайлович Трофимов (бывший суворовец)
- Дмитрий Новиков — Алексей (жених Алины)
- Денис Парамонов — Эдик (сын Алины)

## Рейтинг
Как сообщает «Коммерсантъ», в дни показа первых 4-х серий с 16 февраля по 19 февраля 2009 года доля телезрителей в возрасте от 6 до 54 лет по стране составила 15 % (в Москве — 9 %). Для сравнения — доля зрителей дебютировавшего в то же время сериала «Папины дочки» составила около 21 % (как в Москве, так и в стране в целом).
В целом, «Кремлёвские курсанты», несмотря на неплохие рейтинги, не смогли повторить успех «Кадетства». При этом невысокий рейтинг сериала в эфире СТС частично объясняется тем фактом, что серии «Кремлёвских курсантов» были выложены пиратами на торрент-трекерах задолго до эфира на ТВ.